# Anders Lönnberg
Karl Anders Gustaf Lönnberg, född 30 juli 1954 i Essinge församling i Stockholms stad, är en svensk civilekonom och socialdemokratisk sjukvårdspolitiker. Lönnberg utsågs 2015 av regeringen till nationell samordnare för Life Science-frågor.
Lönnberg var politiskt sakkunnig i Socialdepartementet 1983–1987, statssekreterare 1987–1990, förhandlingschef på flygbolaget SAS 1990–1994, förbundsdirektör i SACO 1994–2001. Därefter var han PR-konsult vid JKL samt i egen firma. Han var vice verkställande direktör i läkemedelsföretaget Novartis Sverige AB 2006–2011. Lönnberg blev 2021 styrelseordförande i life science-bolaget Gabather, tillika rådgivare på kommunikationsbyrån Lumo Advice.
Lönnberg är sedan 1994 ledamot av fullmäktige i Stockholms läns landsting. Åren 2002–2006 var han även ledamot av landstingsstyrelsen och ordförande i dess ägarutskott.
Lönnberg har i flera perioder sedan 2015 tjänstgjort som ersättare i Sveriges riksdag: november 2015 till april 2016, april till augusti 2017 och september 2018 till januari 2019.
Lönnberg är sedan 1992 gift med Lil Ljunggren Lönnberg, tidigare statssekreterare i Utbildningsdepartementet.